# Schläfenfleckspecht
Der Schläfenfleckspecht (Melanerpes pucherani) ist eine Vogelart aus der Familie der Spechte (Picidae). Diese kleine Spechtart besiedelt große Teile Mittelamerikas sowie eine relativ schmale Zone im Nordwesten Südamerikas. Schläfenfleckspechte bewohnen überwiegend das Innere des tropischen Regenwaldes, aber auch dessen Ränder, älteren Sekundärwald sowie aufgegebene Bananenplantagen.
Die überwiegend in den mittleren und hohen Bereichen der Baumschicht gesuchte Nahrung besteht aus einem breiten Spektrum von Insekten und Spinnen sowie Früchten und Samen, die Tiere trinken außerdem auch Nektar aus großen Blüten. Die Art wird von der IUCN aufgrund ihres relativ großen Verbreitungsgebietes und des offenbar stabilen Bestandes als ungefährdet („least concern“) eingestuft.

## Beschreibung
Schläfenfleckspechte sind kleine Spechte mit langem, zugespitztem und an der Basis breitem Schnabel. Der Schnabelfirst ist nach unten gebogen. Die Körperlänge beträgt etwa 17–19 cm, das Gewicht 42–68 g; sie sind damit deutlich kleiner, aber etwa so schwer wie ein Mittelspecht. Die Art zeigt wie die meisten Spechtarten bezüglich der Färbung einen deutlichen Geschlechtsdimorphismus, Weibchen sind außerdem etwas kleiner als Männchen.
Bei beiden Geschlechtern sind mittlerer und unterer Rücken sowie der Bürzel weiß, häufig mit einem blass rotbräunlichen Ton. Die übrige Oberseite des Rumpfes, die Schulterfedern und die Oberflügeldecken sind überwiegend schwarz. Oberer und mittlerer Rücken zeigen auf diesem Grund eine weiße Querbänderung, ein Teil der Schulterfedern kann ebenfalls gebändert sein. Die kleinen und die meisten mittleren Oberflügeldecken sind einfarbig schwarz, die übrigen mittleren sowie die großen Oberflügeldecken auf schwarzem Grund weiß gefleckt. Die Schwingen sind oberseits schwarz oder bräunlich schwarz mit im frischen Gefieder schmalen weißen Spitzen und einer weißen Bänderung, die nur auf den Außenfahnen der äußeren Handschwingen fehlt.
Die Schwanzoberseite ist schwarz, die inneren Steuerfedern zeigen eine in ihrer Stärke  variable weiße Bänderung, diese kann auch auf den äußeren Steuerfedern angedeutet sein. Die untere Kehle und die Brust sind verwaschen gräulich olivbraun, die Bauchmitte ist orange-rot. Die übrige Rumpfunterseite, die Flanken, die Beinbefiederung und die Unterschwanzdecken sind auf blass bräunlich weißem Grund ebenso wie die Bauchmitte kräftig dunkel pfeilspitzenartig gebändert. Die Flügelunterseiten sind schwarz mit weißer Bänderung. Die Schwanzunterseite ist gelblich braun.
Der Schnabel ist schwarz, an der Unterschnabelbasis etwas aufgehellt. Beine und Zehen sind grau mit einem Grün- oder Olivton. Die Iris ist braun.
Beim Männchen ist die Stirn goldgelb, Oberkopf und Nacken sind rot. Hinter dem Auge befindet sich ein kurzer schwarzer Überaugenstreif, der nach unten durch einen kurzen weißen Strich begrenzt wird. Ein kräftiger schwarzer Augenstreif beginnt vor dem Auge und zieht sich, das Auge unten und oben einfassend, über die oberen Ohrdecken nach hinten entlang der hinteren Halsseiten bis zum oberen Rücken. Die übrigen Kopfseiten sind wie Kinn und obere Kehle einfarbig weiß mit einem graubräunlichen Ton auf den hinteren Kopfseiten und der Kehle. Beim Weibchen ist die Rotfärbung des Kopfes auf den Nacken beschränkt. Die Stirn ist ebenfalls goldgelb, der vordere und mittlere Oberkopf ist jedoch weiß bis bräunlich weiß und der hintere Oberkopf schwarz.

## Lautäußerungen
Es ist eine Reihe von Rufen bekannt, am häufigsten ist ein kurzes, rasselndes, meist viermal in derselben Tonhöhe schnell wiederholtes Trillern wie „churr-churr-churr-churr“. Weiterhin ist ein längeres, weicheres Rasseln, ein lautes kräftiges „krrrr“ und ein hoher, durchdringender Ruf etwa wie „chirririi“ oder „kiiiiiriik“ bekannt. Beide Geschlechter trommeln.

## Verbreitung und Lebensraum
Das Verbreitungsgebiet des Schläfenfleckspechts umfasst große Teile Mittelamerikas sowie eine relativ schmale Zone im Nordwesten Südamerikas. Es erstreckt sich von Süd-Mexiko (Veracruz und Chiapas) über das nördliche und östliche Zentralamerika bis ins westliche Kolumbien und ins westliche Ecuador. Die Tiere kommen von den Niederungen bis in 700–900 m Höhe vor, gelegentlich auch bis 1200 m.
Schläfenfleckspechte bewohnen überwiegend das Innere des tropischen Regenwaldes, aber auch dessen Ränder, älteren Sekundärwald sowie aufgegebene Bananenplantagen.

## Ernährung
Die überwiegend in den mittleren und hohen Bereichen der Baumschicht gesuchte Nahrung besteht zum einen aus einem breiten Spektrum von Wirbellosen, dazu gehören Spinnen, Termiten, Käfer und deren Larven, Ameisen, Raupen und andere, flugfähige Insekten. Der Schläfenfleckspecht nimmt auch größere Mengen pflanzlicher Kost zu sich, wie etwa Früchte, Beeren, Samen von großen Bromelien und die Samenmäntel und Kätzchen des Ameisenbaumes. Die Tiere trinken außerdem auch Nektar aus großen Blüten.
Die Nahrung wird vor allem stochernd und sondierend in Spalten und Löchern der Rinde erlangt, aber auch durch Hacken und Hämmern in Totholz. Daneben lesen Schläfenfleckspechte auch Insekten von Stämmen, Ästen und Lianen ab und klammern sich auf der Suche nach Nahrung sehr geschickt an die Unterseite von Ästen und Zweigen.

## Fortpflanzung
Schläfenfleckspechte brüten in Einzelpaaren, die Brutsaison reicht in Mittelamerika und Kolumbien von März bis Juli. Die Bruthöhlen werden meist in toten Stämmen oder Ästen in Höhen zwischen 4 und 30 m angelegt. Das Männchen schläft in diesen Höhlen, mindestens zeitweise auch zusammen mit dem Weibchen. Das Gelege umfasst zwei bis vier Eier, die von beiden Partnern bebrütet werden, die Brutzeit beträgt 14 Tage. Nach Beobachtungen in Gefangenschaft fliegen die Jungvögel nach etwa drei Wochen aus, schlafen aber nicht selten auch danach noch in der Bruthöhle. Wenn die Eltern in Gefangenschaft noch eine zweite Brut begonnen haben, werden die Jungvögel der ersten Brut auch dann noch geduldet.

## Bestand und Gefährdung
Gesicherte Angaben zur Größe des Weltbestandes gibt es nicht, er wird von BirdLife International sehr grob auf 50.000 bis 500.000 Individuen geschätzt und gilt als stabil. Der Schläfenfleckspecht wird von der IUCN daher insgesamt als ungefährdet („least concern“) eingestuft.